# Hansan : La Bataille du dragon
Série Trilogie de Yi Sun-sin
The Admiral: Roaring Currents
(2014) Noryang
(2023)
Pour plus de détails, voir Fiche technique et Distribution.
Hansan : La Bataille du dragon (hangeul : 한산: 용의 출현 ; hanja : 閑山: 龍의 出現 ; RR : Hansan: Yongui chulhyeon ; litt. « Hansan : l'ascension du dragon ») est un film sud-coréen réalisé par Kim Han-min, sorti en 2022.
Il s'agit du deuxième volet de la trilogie de Yi Sun-sin, après The Admiral: Roaring Currents (명량, 2014) du même réalisateur et qui aura pour suite Noryang (노량: 죽음의 바다), également du même réalisateur. L'histoire se concentre sur la bataille de l'île Hansan (1592) qui se déroule cinq ans avant la bataille de Myong-Yang (1597).

## Synopsis
Le 8 juillet 1592, à minuit, l'amiral coréen Yi Sun-sin prend une décision de commencer la bataille sur la mer Jaune près de l'île Hansan, en mettant en œuvre son arme secret : le bateau tortue pour renverser la flotte japonaise, celle de l'amiral daimyo Wakizaka Yasuharu.

## Fiche technique
Sauf indication contraire ou complémentaire, les informations mentionnées dans cette section peuvent être confirmées par la base de données de KMDb
- Titre original : 한산: 용의 출현
- Titre français : Hansan : La Bataille du dragon
- Titre international : Hansan: Rising Dragon
- Réalisation : Kim Han-min
- Scénario : Kim Han-min, Lee Na-ra et Yun Hong-gi
- Musique : Kim Tae-seong
- Direction artistique : Choe Hyeon-seok et Park Gyu-bin
- Costumes : Gwon Yu-jin
- Photographie : Kim Tae-seong
- Son : Kim Suk-won
- Montage : An Hyeon-geon et Lee Gang-hui
- Production : Kim Han-min
- Société de production : Big Stone Pictures
- Société de distribution : Lotte Entertainment
- Budget : 31,2 milliards de wons[3]
- Pays de production :  Corée du Sud
- Langue originale : coréen
- Format : couleur
- Genre : guerre historique
- Durée : 129 minutes (version originale) ; 151 minutes (Director's Cut)[4]
- Dates de sortie :
  - Corée du Sud : 27 juillet 2022 (version originale) ; 16 novembre 2022 (Director's Cut)[4]
  - France : 29 mars 2023 (vidéo à la demande)

## Distribution

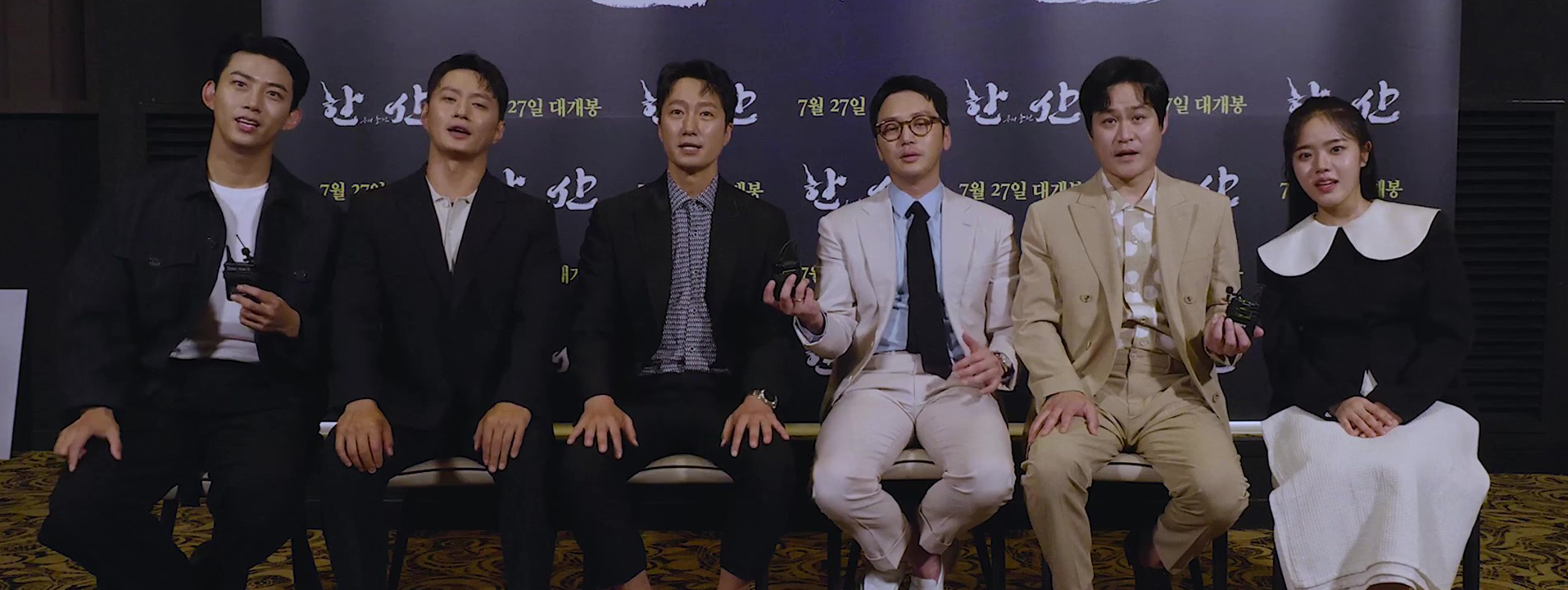
Les acteurs du film.

- Park Hae-il : Yi Sun-sin, amiral coréen
- Byun Yo-han : Wakisaka Yasuharu, amiral japonais
- Ahn Sung-ki : Eo Yeong-dam (en), commandant naval coréen
- Son Hyun-joo : Won Gyun, général et amiral coréen
- Kim Sung-kyu : Junsa, samouraï japonais
- Kim Sung-kyun : Katō Yoshiaki, général japonais et militaire rival de Wakisaka Yasuharu
- Kim Hyang-gi : Jeong Bo-reum, courtisane espionne infiltrant le camp ennemi des Japonais
- Ok Taec-yeon : Lim Jun-young, éclaireur observant les déplacements des ennemis
- Gong Myung : Yi Eokgi, général coréen, et subordonné de l'amiral Yi Sun-sin
- Park Ji-hwan : Na Dae-yong (en), celui qui conçoit le bateau tortue
- Jo Jae-yoon : Manabe Samanozo, général japonais
- Park Hoon : Yi Un-ryong, gouverneur de Gyeongsang-wo
- Yoon Jin-young : Song Hee-rip, général coréen, et subordonné de l'amiral Yi Sun-sin
- Park Jae-min : Watanabe Shichiemon, général japonais, et subordonné de l'amiral Wakisaka Yasuharu
- Lee Seo-jun : Sahee, le neveu de Wakisaka
- Kim Jae-young : Jung-woon, brave général auprès de l'amiral Yi Sun-sin
- Moon Sook : le mère de l'amiral Yi Sun-sin
- Kim Han-min : Kwon Yul (en)

## Production
En 2013, en pleine production du premier volet The Admiral: Roaring Currents (명량, 2014), la société Big Stone Pictures révèle son intention d'en faire deux prochains films, les séquelles, sur l'amiral Yi Sun-sin ayant pour titres Emergence of Hansan Dragon et Noryang, en fonction du succès de The Admiral: Roaring Currents.
En août 2014, à la suite du succès au box-office du premier volet devenu le film le plus regardé et le plus rentable de tous les temps en Corée du Sud, la production a donné feux vert pour les suites.

### Tournage
Le tournage commence le 18 mai 2020.

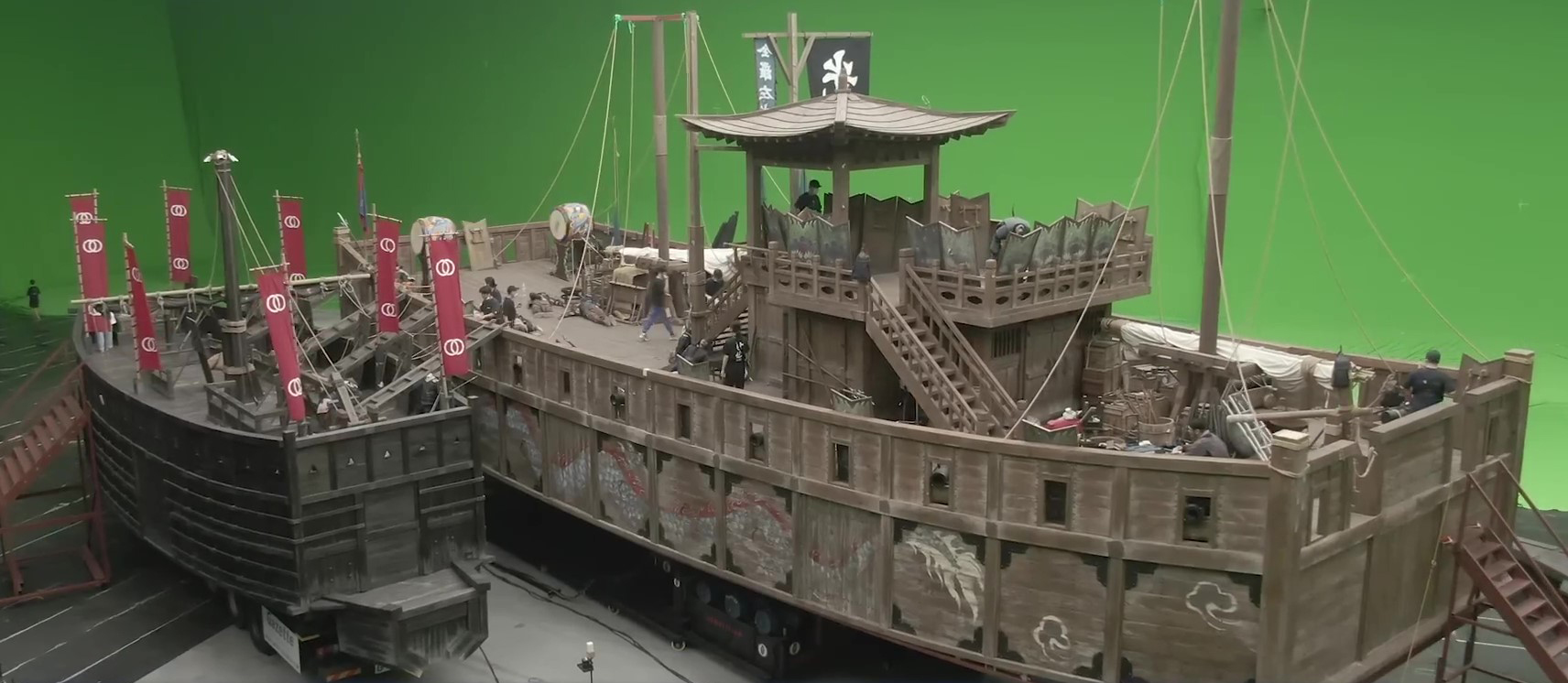
Tournage avec effets spéciaux.

Les scènes de la bataille naval ont été tournées grâce aux effets visuels, contrairement au film précédent The Admiral: Roaring Currents (2014), filmé dans un bateau flottant dans la mer. Ces effets visuels ont été construits dans l'Ovale de Gangneung, étant conçu pour les épreuves de patinage de vitesse des Jeux olympiques d'hiver de 2018. Il a également lieu à Yeosu (Jeolla du Sud) pour les scènes sur terre,.

### Post-production
La post-production a duré un an. Jeong Chul-min et Jeong Seong-jin sont des superviseurs des effets visuels.
Pendant la scène de la bataille navale dans la dernière partie du film, les sous-titres ont été ajoutés pour les dialogues coréens : ils n'étaient pas audibles en raison des effets et des fonds sonores. Les spectateurs en étaient ravis,.

## Accueil

### Sorties
En Corée du Sud, Hansan : La Bataille du dragon sort le 27 juillet 2022 en formats IMAX, 4DX et ScreenX. La version prolongée de 151 minutes, ayant pour titre Hansan: Rising Dragon Redux, sort le 16 novembre 2022 dans les salles obscures.
En France, il sort le 29 mars 2023 en vidéo à la demande.

### Box-office
Le 25 juillet 2022, deux jours avant la sortie, Hansan : La Bataille du dragon compte 147 909 tickets en avant-première, battant le record du plus grand nombre de tickets vendus en prévente dans l'histoire, précédemment détenu par le film Parasite (기생충, 2019) de Bong Joon-ho. Le 27 juillet, ce film est sorti dans 2 223 salles. Au premier jour, il enregistre 386 000 entrées et atteint le sommet du Box-office sud-coréen. Quatre jours après la sortie, le film dépasse 1 million spectateurs et, au cinquième jour, 2 millions. Le huitième jour, il devient le premier film après The Roundup (범죄도시2), de Lee Sang-yong, à dépasser les 3 millions. Le quinzième jour, il surmonte 5 millions.
Dès le 12 novembre, il est considéré comme deuxième film le plus rentable en Corée du Sud avec 7,3 millions selon le Conseil du film coréen.

### Critiques
Shim Sun-ah de Yonhap News décrit ce film « spéculaire, une suite fascinante de l'épopée navale (…) au rythme soutenu, un rapport dynamique de l'histoire » avec « des scènes à couper le souffle et palpitantes ». Kim Na-ra de My Daily applaudit le portrait de l'amiral Yi Sun-sin, interprété par Park Hae-il et l'experience cinématographique de la bataille navale en 51 minutes. Choi Ta-mi de Maeil Kyongje déclare que les personnages clairement présentés, les thèmes et la bataille navale spectaculaire, Hansan est d'un grand progrès si l'on compare avec The Admiral, et salue la performance de Park Hae-il et d'autres acteurs.

## Distinctions

### Récompenses
- Blue Dragon Film Awards 2022 : meilleur acteur dans un second rôle pour Byun Yo-han[25]

- Buil Film Awards 2022[26] :
  - Meilleurs effets visuels pour Jeong Seong-jin et Jeong Cheol-min
  - Meilleur réalisateur pour Kim Han-min
  - Prix d'excellence pour Byun Yo-han

- Chunsa Film Art Awards 2022 : meilleur scénario pour Kim Han-min, Yun Hong-gi et Lee Na-ra[27]

- Grand Bell Awards 2022[28] :
  - Meilleur acteur dans un second rôle pour Byun Yo-han
  - Meilleur costumier pour Kwon Yoo-jin

### Nominations
- Blue Dragon Film Awards 2022[29] :
  - Meilleure direction artistique pour Park Gyu-bin
  - Meilleur photographique et éclairage pour Kim Tae-seong et Kim Kyung-seok
  - Meilleur réalisateur pour Kim Han-min
  - Meilleur montage pour Lee Kang-hee et Ahn Hyun-gun
  - Meilleur film
  - Meilleure musique pour Kim Tae-seong
  - Meilleur acteur débutant pour Lee Seo-jun
  - Meilleur scénario pour Kim Han-min et Yun Hong-gi
  - Meilleur technique pour Jeong Seong-jin et Jeong Cheol-min

- Buil Film Awards 2022 : meilleur film[30]

- Chunsa Film Art Awards 2022[31] :
  - Meilleur réalisateur pour Kim Han-min
  - Meilleur acteur dans un second rôle pour Byun Yo-han
  - Meilleure actrice dans un second rôle pour Kim Hyang-gi
  - Meilleurs effets visuels pour Jeong Seong-jin et Jeong Cheol-min

- Grand Bell Awards 2022[32] :
  - Meilleure direction artistique pour Park Gyu-bin
  - Meilleure photographie pour Kim Tae-seong
  - Meilleur réalisateur pour Kim Han-min
  - Meilleur film
  - Meilleur montage pour Lee Kang-hee et Ahn Hyun-gun
  - Meilleure éclairage pour Kim Gyeong-seok
  - Meilleur scénario pour Kim Han-min et Yun Hong-gi
  - Meilleure actrice dans un second rôle pour Kim Hyang-gi
  - Meilleurs effets visuels pour Jung Seong-jin